# Erika Köth
Erika Köth (ur. 15 września 1925 lub 1927 w Darmstadcie, zm. 21 lutego 1989 w Spirze) – niemiecka śpiewaczka, sopran.

## Życiorys

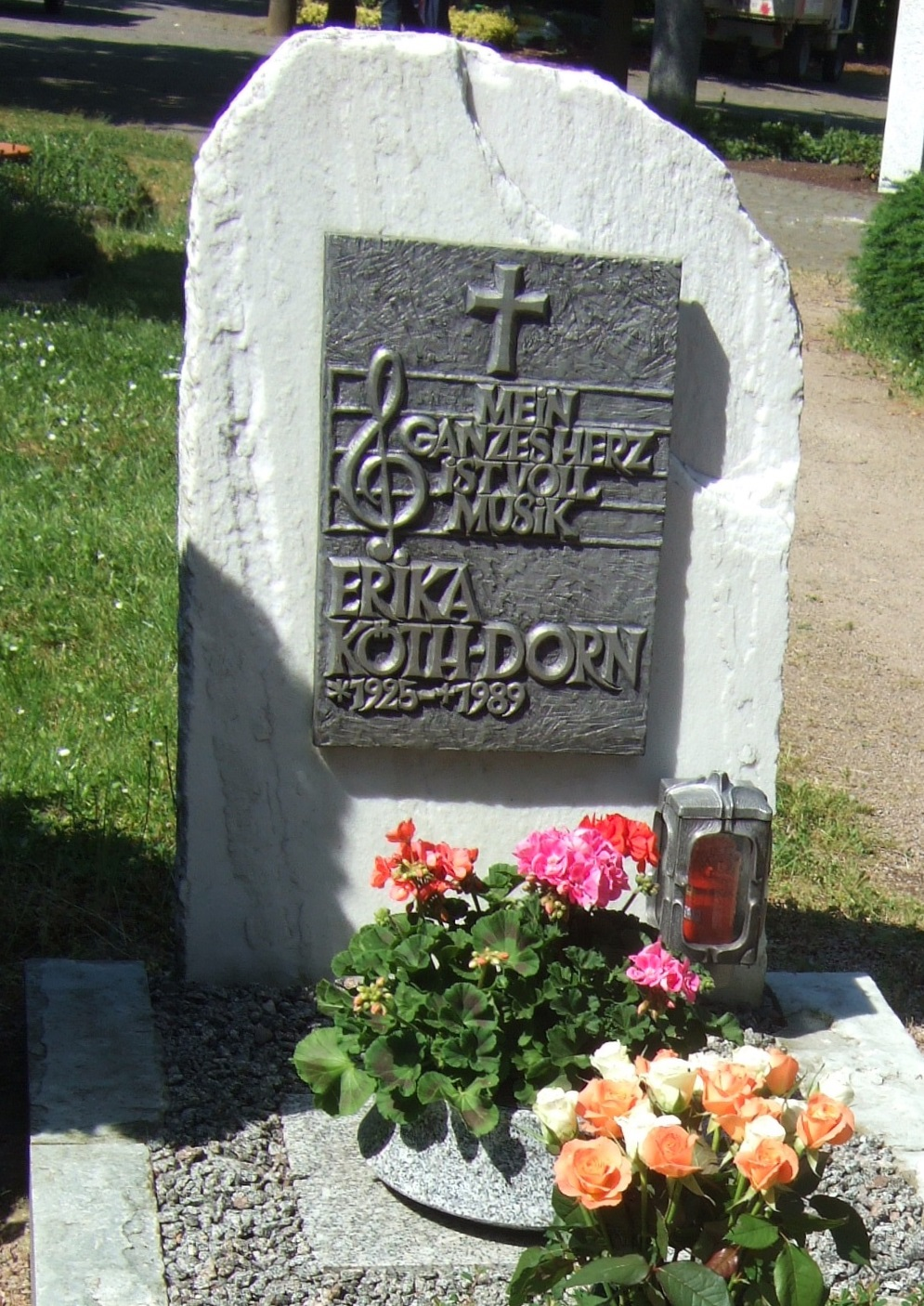
Grób Eriki Köth w Darmstadt

Studiowała w Darmstadcie u Elsy Bank. Początkowo śpiewała w zespole jazzowym. W 1947 roku zdobyła I nagrodę w konkursie wokalnym organizowanym przez rozgłośnię Hessischer Rundfunk. Zadebiutowała na scenie operowej w 1948 roku w Kaiserslautern jako Filina w Minon Ambroise’a Thomasa. W latach 1950–1953 była solistką Staatstheater w Karlsruhe, później występowała w Bayerische Staatsoper w Monachium (od 1953), Operze Wiedeńskiej (od 1953) i Deutsche Oper w Berlinie (od 1961). Występowała też na festiwalu w Salzburgu (1955–1964) jako Konstancja w Uprowadzeniu z seraju i Królowa Nocy w Czarodziejskim flecie oraz na festiwalu w Bayreuth (1965–1968) jako Leśny ptaszek w Zygfrydzie. Od 1973 roku wykładała w Hochschule für Musik w Kolonii.
Do jej popisowych ról należały m.in. Zerbinetta w Ariadnie na Naksos, Łucja w Łucji z Lammermooru, Zuzanna w Weselu Figara, Zerlina w Don Giovannim, Zofia w Kawalerze srebrnej róży, Gilda w Rigoletcie. Otrzymała tytuł Kammersängerin (1957). Odznaczona Bawarskim Orderem Zasługi.